# Pazinčica
Pazinčica je stalni vodotok i najduža rječica ponornica u Istri dužine oko 18 km. 

## Opis
Izvorište se nalazi sjeverno od mjesta Borut i ima više bujičnih pritoka među kojima su značajniji:
- Brestovica,
- Toplica,
- Lipa,
- Rakov potok,
- Femežar, koji se kod Cerovlja spajaju u jednu rječicu.

Porječje je blago položeno kroz pazinsku dolinu a korito je kroz dolinu uređeno. Na oko 4 km od ponora nalazi se slap Zarečki krov a još 2 km nizvodno nalazi se slap Pazinski krov.
Pazinčica ponire u Pazinsku jamu. Utvrđeno je da se dio voda javlja u dolini rijeke Raše, u istočnom i središnjem dijelu Istre, gdje opet izvire na površinu.
Ponor rječice Pazinčice je jedinstven spomenik prirode.
Na Pazinčici je nekada bilo nekoliko mlinova.
- Slap Zarečki krov
- Slap Pazinski krov
- Pazinčica
- Brzaci na Pazinčici

## Vanjske poveznice
- S. Božičević; Istrapedia, Pazinćica